# Dolina, Caraș-Severin
Dolina (română 1924: Dolina-Lupovca) este un sat în comuna Cornereva din județul Caraș-Severin, Banat, România.